# 第10回ネバダ映画批評家協会賞
第10回ネバダ映画批評家協会賞は2020年の映画を対象としており、2021年2月19日に発表された。

## 受賞一覧

### 作品賞
- 『プロミシング・ヤング・ウーマン』

### 監督賞
- エメラルド・フェネル - 『プロミシング・ヤング・ウーマン』

### 主演男優賞
- アンソニー・ホプキンス - 『ファーザー』
- リズ・アーメッド - 『サウンド・オブ・メタル 〜聞こえるということ〜』

### 主演女優賞
- キャリー・マリガン - 『プロミシング・ヤング・ウーマン』

### 助演男優賞
- ダニエル・カルーヤ - 『ユダ&ブラック・メシア』

### 助演女優賞
- グレン・クローズ - 『ヒルビリー・エレジー 郷愁の哀歌』

### 脚本賞
- エメラルド・フェネル - 『プロミシング・ヤング・ウーマン』

### 脚色賞
- フローリアン・ゼレール、クリストファー・ハンプトン - 『ファーザー』

### 撮影賞
- ホイテ・ヴァン・ホイテマ - 『TENET テネット』

### アニメーション映画賞
- 『ソウルフル・ワールド』

### ドキュメンタリー映画賞
- 『The Dissident』

### 視覚効果賞
- 『TENET テネット』

### 美術賞
- 『Mank/マンク』